# كلوروفيلا
«كلوروفيلا» هو عنوان النسخة العربية لمسلسل كرتوني تم عرضه على شاشات العالم العربي مطلع التسعينات، وهو من إنتاج وإخراج المخرج «فيكتور توجنولا» (Victor Tongola)، وتأليف كاتبة روايات الأطفال «بيانكا بيتزورنو» (Bianca Pitzorno)، وتصميم الرسام «أديلتشي جالوني» (Adelchi Galloni)، من خلال تعاون مشترك بين التلفزيون الإيطالي (Rai) والتلفزيون السويسري (TSI).
العرض الأول للكرتون كان على قناة «راي أونو» الإيطالية (Rai Uno) في العام 1984 بعنوان "Clorofilla dal cielo blu"، بالعربية «كلوروفيلا القادمة من السماء الزرقاء»، كما عُرض في ذات العام على التلفزيون السويسري بنفس الشارات والسيناريو مع اختلاف العنوان الذي تغير إلى "Baby Clorofilla"، أي «الطفلة كلوروفيلا».
يهدف كرتون «كلوروفيلا» المتكون من سبع حلقات فقط إلى تنمية وعي الأطفال بالتوازن البيئي بحسب تغريدة حساب قناة الإمارات على تويتر بتاريخ 8/مايو/2018، وكانت التغريدة عبارة عن ترويسة للمقتطف المرئي الوحيد من حلقات النسخة العربية للكرتون على شبكة الإنترنت حالياً.

## أَحدَاثُهُ
المسلسل مبني على رواية خيالية تدور أحداثها بشكل عام في إيطاليا وبالتحديد في مدينة ميلانو، أما بطلة القصة فهي طفلة صغيرة تدعى «كلوروفيلا»، وهي في الواقع نبتة فضائية ناطقة، وصلت إلى كوكب الأرض بالخطأ على ظهر مركبةٍ اضطر رُبَّانها للهبوط إثر عطل ألم بها، ليجدوا أنفسهم في ميلانو حيث يقطن عالم النباتات الشهير البروفيسور «إيرازموس» - واسمه في النسخة العربية الأستاذ «نونِّي». وبالرغم من حب هذا البروفيسور للنباتات وسعيه الدؤوب لتحقيق أهداف نبيلة كالمحافظة على البيئة ونحوه، إلا أنه لم يكن صديقاً للأطفال وكان عضواً فاعلاً في «جمعية أعداء الأطفال والقطط والكلاب والحيوانات ذات الصلة» (Lega dei nemici dei bambini, cani, gatti e animali affini) حتى أنه لم يرغب في إنجاب أطفال وأقنع زوجته بذلك.
في البداية، لم يكن الأستاذ «نونِّي» سعيداً بالتعرف على هذه النبتة الفضائية الغريبة، ولكنه كان مضطراً لإنقاذ حياتها عندما عثر عليها وهي في حالةٍ سيئة. ولأنها أتت من كوكب ذو هواء نقي، لم تستطع «كلوروفيلا» تحمل هواء مينة ميلانو الملوث، مما أدى إلى مرضها، فحملها «نونَّي» إلى مختبره وشرع هناك في إجراء التجارب، إلى أن نجح في اختراع المصل المعجزة، وأطلق عليه اسم «البلازما الخضراء» وهي مادة لا تجعل الكلوروفيل يستعيد قوته فحسب، بل تضاعفها أضعافاً، وبالفعل شُفيت «كلوروفيلا» تماما، وتمكنت من العودة إلى كوكبها بأمان. وبعد ذلك، أكتشف «نونيِّ» بالصدفة أن المصل الذي شفيت من خلاله «كلوروفيلا» يمكن أن يضاعف من نمو النباتات بشكلٍ هائل، وهكذا تحولت ميلانو إلى غابة كثيفة مليئة بالأشجار والنباتات والزرع والزهور بفعل البلازما الخضراء.
أصبح الأستاذ نوني بطلاً يحتفى به في كل مكان بصفته فاعلَ خيرٍ للإنسانية. وانتشرت أخبار فوائد البلازما الخضراء إلى ما هو أبعد من ميلانو، فسعت الوفود من جميع مدن إيطاليا في طلب المصل حتى تحولت كل المدن الإيطالية إلى حدائق. وذات يوم، أجرى أحدهم مكالمة طوارئ من البندقية، مفادها أن خطراً يواجه المدينة وأن الأمر قد خرج عن سيطرة السلطات، حيث كادت تندثر جميع النباتات هناك جراء الأمطار الحمضية السامة.
انطلق الاستاذ نوني إلى البندقية رفقة أبناء أخيه «داني» و«إنزا» اللذان ساعداه في معرفة السبب وراء هطول تلك الأمطار الحمضية، وهو أدخنة التجارب التي كان يجريها اثنانِ من علماء الكيمياء، حيث اخترعا آلةً تحول كل شيء إلى ذهب، وعندما نجحت تجربتهما، أخذا يغنيانِ جملتهم التي علقت بأذهان الأطفال آنذاك وهي «ذهبٌ ذهبْ ذهبٌ ذهبْ، كل ما لدينا سيغدو ذهب، أصفرٌ ذهبْ، ذهبٌ ذهبْ». عاد الأستاذ «نونِّي» مسرعاً إلى ميلانو وبانتظاره خبر سعيد، فقد أنجبت زوجته مولوداً، ويعود الفضل في ذلك إلى «كلوروفيلا» التي غيرت موقفه من الأطفال بعد أن كان رافضاً لفكرة الإنجاب.
وفي خضم الاحتفالات في كل شوارع المدينة بقدوم المولود، رجعت «كلوروفيلا» بشكل مفاجئ لتشارك الأستاذ «نونِّي» الفرحة، شعر الأستاذ «نونِّي» بزيادة وزن «كلوروفيلا» عندما حملها بين ذراعيه، وعرف أن الزيادة في وزنها كان بفعل البلازما الخضراء التي حُقِنَت بها، فانطلق مسرعاً إلى المختبر ليطور ذات المصل الذي كان سبباً في شفاء «كلوروفيلا»، ليكون أيضاً سبباً في علاج جميع نباتات البندقية المتضررة وجعلها تعود مخضرة كالسابق، أما العصابة التي ينتمي إليها العالمان الكيميائيان فقد ألقت السلطات القبض عليها.

## إِصدَارَاتُهُ
| الإصدار                         | اللغة     | العنوان                       | ترجمة حرفية للعنوان إلى العربية     |
| ------------------------------- | --------- | ----------------------------- | ----------------------------------- |
| أصلي (إيطاليا)                  | الإيطالية | Clorofilla dal cielo blu      | كلوروفيلا من السماء الزرقاء         |
| أصلي (سويسرا)                   | الإيطالية | Baby Clorofilla               | الطفلة كلوروفيلا                    |
| مدبلج (ألمانيا + سويسرا)        | الألمانية | Chlorofilla vom blauen Himmel | كلوروفيلا من السماء الزرقاء         |
| مدبلج (سويسرا + فرنسا + بلجيكا) | الفرنسية  | Chlorophylle venue du ciel    | كلوروفيلا القادمة من السماء الزرقاء |
| مدبلج (اليونان)                 | اليونانية | Χλωροφύλλη                    | كلوروفيلا                           |
| مدبلج (العالم العربي)           | العربية   | كلوروفيلا                     | كلوروفيلا                           |

## كلمات الشارة
في الجدول أدناه، ترجمة نصية غير رسمية للشارتين العربية والإيطالية، تم نشرها في في 26/أكتوبر/2021 من خلال موقع (Lyrics Translate) المعني بترجمة كلمات الأغاني،
وحملت الترجمة توقيع (Bright Polyglot) وهو اسمٌ مستعارٌ لمترجمٍ وناشطٍ لغويٍ ليبيٍ يُدعى «محمد الشريف».
| كلمات الشارة الإيطالية (الأصلية) | ترجمة الشارة الإيطالية إلى العربية | كلمات الشارة العربية | ترجمة الشارة العربية إلى الإيطالية |
| --- | --- | --- | --- |
| Nel profondo spazio blu e il grande cosmo silenzioso, sta viaggiando tra le stelle uno getto misterioso. Nel profondo spazio c'è un pianeta avvelenato senza piante, senza fiori, griggio, spento e desolato. Ormai nessuno sa quell'albero com'è… Giardini, prati in fior qui non ce ne. E l'astronauta va attraverso il cielo blu. Sorvola la città che dorme già. | فِي الفَضَاءِ العميقِ الأزرَقِ وَالكَونِ العَظِيمِ الصَّامِتِ يسبحُ بَينَ النُّجُومِ جِسمٌ غَامِضُ وَفِي هَذَا الفَضَاءِ السَّحِيقِ يَقبَعُ كَوكَبٌ مَسمُومُ بلا نباتاتٍ وبلا أزهارِ كَوكَبٌ كَئِيبٌ بَاهِتٌ مُقْفَهِرُّ فَلَا أَحَدَ يَعلَمُ شَيئاً اليَوْم عَن حَالِ تِلكَ الشَّجَرةِ... أَمَّا الحَدَائِقُ ومُرُوجُ الزُّهُورِ فَلا يُوجَدُ مِنها شَيءٌ هُنا وهَا هِيَ المَركَبةُِ الفضائيةُ تشُقٌّ طَرِيقَهَا عَبرَ السَّمَاءِ الزَّرقَاءِ مُحَلِّقةً فَوقَ هَذِهِ المَدِينَةِ الَّتِي قَد غَطَّت فِي النَّوم. | كُلُورُوفِيلَا كُلُورُوفِيلَا يَا كَوكَبَنا الحَنُون إِنَّا لَوَّثنَاك بِدُخَانٍ وَسُمُومٍ إِنَّا آذَينَاك وَكَيفَ فِيكَ سَنَحيا؟ وَتَحيا فِيكَ الطُّيور؟ وَهَل تُسَمَّى خَمِيلَة؟ وَلَيسَ فِيهَا زُهُور؟ حَتَّى نُعِيدَ الحَيَاة كُلُورُوفِيلَا للكَوكَبِ المَقهُور كُلُورُوفِيلَا السِّرُّ فِي النَّبَات والزَّرعِ وَالزُّهُور حَتَّى نُعِيدَ الحَيَاة كُلُورُوفِيلَا للكَوكَبِ المَقهُور كُلُورُوفِيلَا السِّرُّ فِي النَّبَات والزَّرعِ وَالزُّهُور. | Clorofilla! Clorofilla! O nostro amorevole pianeta! Ti abbiamo inquinato. Con fumi e tossine, ti abbiamo fatto male. Come ci vivremo su di te? E come vivranno anche gli uccelli? Ma come mai si chiamerebbe "giardino", se non ci fossero dei fiori? Per riportare la vita (Clorofilla!) su un pianeta oppresso (Clorofilla!) il segreto sta nelle piante, nell'erba e nei fiori. Per riportare la vita (Clorofilla!) su un pianeta oppresso (Clorofilla!) il segreto sta nelle piante, nell'erba e nei fiori. |